# Son Seals

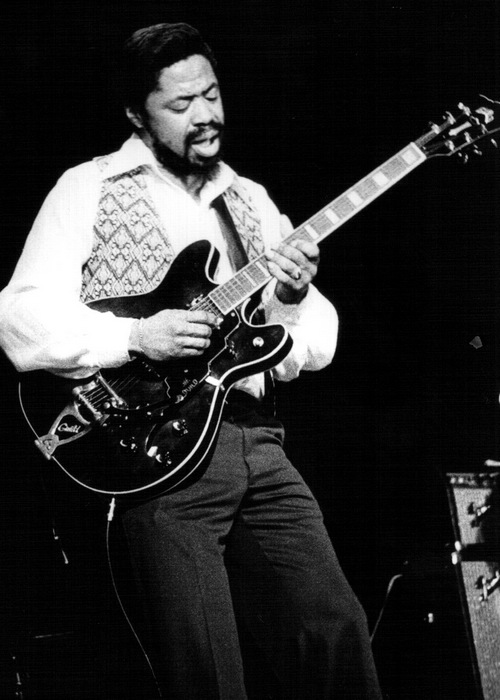
Son Seals in Paris, 1977

Son Seals (* 13. August 1942 in Osceola, Arkansas; † 20. Dezember 2004 in Chicago) war ein US-amerikanischer Blues-Musiker.
Geboren in Osceola/Arkansas wo er auch aufwuchs, sein Vater Jim "Son" Seals betrieb einen Juke Joint. schon mit 13 begann er Schlagzeug zu spielen, zuerst in der Band von Robert Nighthawk. Mit 16 hatte er sich außerdem das Gitarre-Spielen beigebracht und trat im T-99-Club, mit seinem Schwager Walter Jacobs (Little Walter), auf. Sie standen dabei u. a. mit Albert King, Bobby Bland, Junior Parker und Rosco Gordon auf der Bühne. Mit 19 trat er sehr häufig im Rebel Club in Osceola auf und als jemand für ein Plattenlabel auf der Suche nach Little Walter war, wurde er stattdessen genommen. Seine erste Band hieß Son Seals & The Upsetters. 1971 ging er nach Chicago, wo ihn Bruce Iglauer entdeckte und bei Alligator Records unter Vertrag nahm.
Er trat häufig im Flamingo Club in der South side von Chicago auf.
Er veröffentlichte zehn Alben und hatte mit „Funky Bitch“ einen der größten Blues-Hits. Seine Markenzeichen war sein exzellentes Gitarrenspiel und seine raue Bluesstimme. Dem alten Stil des Blues ist er trotz eines kurzen Ausfluges in die Funk-Beat-Szene stets treu geblieben.
Bereits mit 13 Jahren fing er mit der Musik an und 1959 gründete er seine erste Band. Sein Mentor wurde der Gitarrist Albert King. Mit ihm und mit Blues-Stars wie Earl Hooker und Robert Nighthawk trat er auf.
In den Jahren 1985, 1987 und 2001 erhielt Son Seals dreimal den höchstangesehenen Preis der Blues-Szene, den W. C. Handy Blues Award, und wurde 2009 in die Blues Hall of Fame aufgenommen.
Zeit seines Lebens hatte Son Seals viele Probleme, nicht nur gesundheitlich. 12 von 14 Kindern bzw. Stiefkindern der Familie Seals starben, nur seine Schwester und er überlebten. Seine Frau schoss ihm im Streit ins Kinn. Sein Bein musste wegen Diabetes amputiert werden. Bei einem Brand in seinem Haus wurden fast alle seine Wertsachen zerstört und während er einen Auftritt absolvierte, brachen Unbekannte in sein Haus ein und stahlen seine wertvolle Gitarrensammlung. Letztendlich starb er an den Folgen seines schweren Diabetes mellitus.